# Ключевое слово
О термине из программирования см. Зарезервированное слово.
Ключевое слово — слово в тексте, способное в совокупности с другими ключевыми словами дать высокоуровневое описание содержания текстового документа, выявить его тематику. В вебе используется главным образом для поиска.
Набор ключевых слов близок к аннотации, плану и конспекту, которые тоже представляют документ с меньшей детализацией.
Когда используют термин «ключевое слово», подразумевают несколько близких, но не сводимых друг к другу понятий.

## Ключевое слово в анализе текста
Ключевые слова в анализе текста (в том числе, при построении индекса в поисковых системах) — особо важные, общепонятные, ёмкие и показательные для отдельно взятой культуры слова в тексте, набор которых может дать высокоуровневое описание его содержания для читателя, обеспечив компактное представление и хранение его смысла в памяти.
Ключевые слова (КС) характеризуются тем, что:
- являются наиболее употребительными (частотными) наименованиями, обозначают признак предмета, состояние или действие;
- представлены значимой лексикой, достаточно обобщены по своей семантике (средней степени абстракции), стилистически нейтральны, не оценочны;
- связаны друг с другом сетью семантических связей, пересечения значений;
- более половины слов ядра тематического компонента состоит из ключевых слов, а минимальный набор КС приближается к инварианту содержания при их логическом упорядочивании;
- набор КС состоит из 5—15 или 8—10 слов, что соответствует объёму оперативной памяти человека;
- при слишком частом повторении КС в тексте поисковики могут расценить это как спам и не показывать данный ресурс в строке выдачи;
- набор КС определяет контексты слов, обладающих максимальной предсказуемостью.

### Извлечение ключевых слов
До настоящего времени не разработана последовательная методика обнаружения ключевых слов человеком. Отсюда вытекает и сложность разработки методов и алгоритмов извлечения КС для вычислительной техники. В современных алгоритмах извлечения КС можно выделить три последовательных этапа:
- Предобработка. Здесь могут быть реализованы такие вспомогательные процедуры как графематический анализ (токенизация текста, удаление разметки), морфологический разбор, лексическая нормализация (в том числе согласование синонимов), лемматизация (стемминг), частеречная разметка, удаление стоп-слов (служебной лексики) и так далее.
- Распознавание. Принятие решения о принадлежности того или иного слова-кандидата к множеству КС.
- Постобработка. Здесь может осуществляться усечение списка, его ранжирование и упорядочивание, визуализация методами когнитивной графики и так далее.

Совокупность методов автоматического извлечения КС классифицируют по нескольким основаниям:
- наличию элементов обучения и подходов к его реализации;
- типу математического аппарата системы распознавания, обусловленного формой информации представления признаков ключевых слов;
- типу используемых для реализации метода лингвистических ресурсов.

## Ключевое слово в разметке веб-страниц
- В HTML для задания ключевых слов есть элементы HTML meta с атрибутом keywords. Такой путь задания ключевых слов открывает ещё больше возможностей для злоупотребления, поэтому некоторые поисковые системы используют этот тег как фактор для улучшения ранжирования страниц, а некоторые нет[1]. Например, Google часто игнорирует ключевые слова в теге из-за слишком большого злоупотребления им в прошлом[2]. Впрочем, их используют другие пользовательские агенты (например, веб-браузеры для поиска по закладкам).
- В микроформатах XHTML ключевые слова, описывающие документ, представлены в виде списка ссылок, каждая из которых должна вести на страницу, содержащую список документов, также содержащих это ключевое слово. Таким образом, возможность злоупотреблений несколько уменьшается, поскольку каждая ссылка должна вести к реальному содержимому. Для таких ключевых слов чаще используются термины «теги», «метки», а на уровне кода реализуются они с помощью микроформата tag-rel.

Ключевые слова — это основной способ упорядочивания контента в фолксономиях.

### История и влияние
До 2009 года метатег keywords был практически незаменим в области поискового продвижения. Многие SEO специалисты использовали его в неправильном формате и со временем он начал терять смысл, а результаты поиска зачастую не отвечали ожидаемому. 21 сентября 2009 года самая популярная Поисковая система Google заявила, что больше не будет учитывать данный метатег в результатах поиска.
Тем не менее некоторые поисковые системы всё ещё продолжают учитывать данный тег, хотя и не так, как ранее. Например, ПС Yandex ещё учитывает его при ранжировании поисковых результатов. Это хорошо видно в проводимом эксперименте влияния метатега Keywords Архивная копия от 8 мая 2021 на Wayback Machine.